# Curi (Berg)
Der Curi (Gunung Curi) ist ein Berg in Osttimor, nahe der Straße zwischen Manatuto und Dili im Suco Uma Caduac (Verwaltungsamt Laclo, Gemeinde Manatuto), südlich der Dörfer Subau und Behedan. Die Landeshauptstadt Dili liegt etwa 45 km westlich, Der etwas kleinere Berg Maneo befindet sich drei Kilometer westlich.

## Wildschutzgebiet und Important Bird Area
| IBA-„Trigger“ Vogelarten am Curi             |                     |
| Vogelart                                     | Information         |
| Timortaube (Turacoena modesta)               | gefährdet/endemisch |
| Sundafruchttaube (Ducula rosacea)            | bedroht/endemisch   |
| Gelbkopflori (Trichoglossus euteles)         | endemisch           |
| Temminckhonigfresser (Meliphaga reticulata)  | endemisch           |
| Timorlederkopf (Philemon inornatus)          | endemisch           |
| Timorhonigfresser (Lichmera flavicans)       | endemisch           |
| Dreifarben-Honigfresser (Myzomela vulnerata) | endemisch           |
| Timorgerygone (Gerygone inornata)            | endemisch           |
| Orpheusdickkopf (Pachycephala orpheus)       | endemisch           |
| Feigenpirol (Sphecotheres viridis)           | endemisch           |
| Sundapirol (Oriolus melanotis)               | endemisch           |
| Macklot-Mistelfresser (Dicaeum maugei)       | endemisch           |
| Sonnennektarvogel (Cinnyris solaris)         | endemisch           |
| Timor-Reisfink (Padda fuscata)               | gefährdet/endemisch |

Die BirdLife International hat den Berg mit den umliegenden Wald, Terrassenfeldern und Savannen zu einer Important Bird Area erklärt. Mindestens 14 sogenannte Trigger-Arten konnten bisher hier nachgewiesen werden. Sie reicht bis an die Küste im Norden, die Gemeinde Dili im Westen und dem Nördlichen Lacló im Süden und Osten und umfasst ein Gebiet von 20.086 Hektar. Seit 2000 ist die Region ein Wildschutzgebiet.
Die Hügel an der Küste steigen schnell an, deren Spitze der isoliert stehende Curi mit 1332 m bildet. Danach sinkt das Land in Richtung des Stroms des Nördlichen Laclós wieder auf unter 200 m herab. Der Curi ist das Zentrum der Important Bird Area. Unterhalb 400 m dominiert eine Baumsavannenlandschaft mit Eucalyptus alba. Über 400 m findet sich hauptsächlich Eucalyptus urophylla. Durch Schluchten geschützt und an isolierten Hängen bilden sich stellenweise kleine tropische Wälder. Die Graslandschaft brennt regelmäßig alle ein bis drei Jahre nieder. Lokal gibt es Felder, auf denen Mais und Gemüse angebaut werden. In der Region gibt es Marmor, dessen Abbau die Natur und die Vogelwelt gefährden würde.

## Legenden
Die Einwohner von Ili-Mano berufen sich in ihrer Abstammung auf den König des Berges (aran huhun), der einst in den Höhlen des Curi gelebt haben soll.